# Dunacsún
Dunacsún vagy Csún (szlovákul és horvátul: Čunovo, németül: Sarndorf) Pozsony településrésze Szlovákiában, a Pozsonyi kerület Pozsonyi V. járásában.

## Fekvése
A település Pozsony központjától 15 kilométerre délre fekszik, közvetlenül Szlovákia és Magyarország határa mellett, a Duna jobb partján. Az országhatár magyar oldalán a legközelebbi település Rajka, amelynek központjából Dunacsún közúton közvetlenül is megközelíthető; az összekötő út szűk két kilométeres magyarországi szakaszának számozása 1409-es, a szlovák oldali útszámozás nem tisztázott.
Az utóbbi úton az országhatár átjárhatósága nem mindig biztosított: a Google Utcakép 2011-ben és 2019-ben ott készült felvételei szerint akadálytalanul lehetett átjutni (csak az útburkolatban voltak láthatók olyan betonalapok, amelyek eredetileg vélhetően valamilyen útzáró műtárgy részei voltak), a 2021-es felvételek szerint ellenben betonelemekkel volt lezárva az átjárás lehetősége.

## Nevének eredete
Nevét népiesen a magyar 'csúnya' szóból eredeztetik, de ennek semmi értelme. A 'čunj' régi pannonszláv szó jelentése rév, vagyis folyó átkeléséhez alkalmas hely. Névelőtagja a Duna melletti fekvésére utal.

## Története
Területe már a római korban is lakott volt. Az avarok megtelepedését több száz síros 8-9. századi temetője bizonyítja. Először 1232-ben említik „Chun” néven, majd később Sándorfalvának is nevezik. A 16. században a török elől menekülő horvátok telepedtek itt le.
A 18. század végén Vályi András így ír róla: „CSUNY. Sandorf. Elegyes falu Mosony Vármegyében, földes Ura Gróf Szapáry Uraság, és mások, lakosai katolikusok, fekszik Duna vize mellett, Oroszvárhoz mintegy fél mértföldnyire, kies helyen, határja homokos, de közép termésű, legelője a’ Dunántúl vagyon, és Guton, Posony Vármegyebéli falunak határjában, réttyei középszerű szénát teremnek, erdeje elegendő volt, míg ki nem vagdalták, vagyonnyaikat jó áron eladhattyák a’ lakosok, de földgyeit, réttyeit, és erdejét is a’ Duna gyakorta elszokta önteni, melly miatt harmadik Osztálybéli.”
Fényes Elek 1851-ben kiadott geográfiai szótárában így ír a faluról: „Csuny, (Sandorf), horváth falu, Moson vgyében, a Duna mellett, ut. p. Rajka. Lakja 650 kath., 20 evang., kath. paroch. templommal. A lakosok birnak 41 1/8 telek után 276 h. harmadik, 552 h. negyedik osztályu szántóföldet, 146 h. rétet. A gazdák főleg csak lovakat és teheneket tartanak. Van 4 vizimalma, derék uradalmi épülete. Birja gr. Zichy Manó; de a Zsitvay család is bir egy nemes udvart.”
A falu a trianoni békeszerződés után még Magyarországon maradt. A második világháború után, 1947-ben csatolták az akkori Csehszlovákiához, addig Moson vármegye Rajkai járásához tartozott.

## Népessége
1910-ben 688-an, többségében horvátok lakták, jelentős magyar és német anyanyelvű kisebbséggel együtt.
2001-ben 911 lakosából, szlovák 70%, horvát 16%, magyar 10%, cseh 2% volt.
2011-ben 1010 lakosából 778 szlovák, 66 magyar, 124 horvát, 13 cseh.

## Híres személyek
- Itt szolgált Miskolczy Márton (1763-1848) fölszentelt püspök.

## Nevezetességei

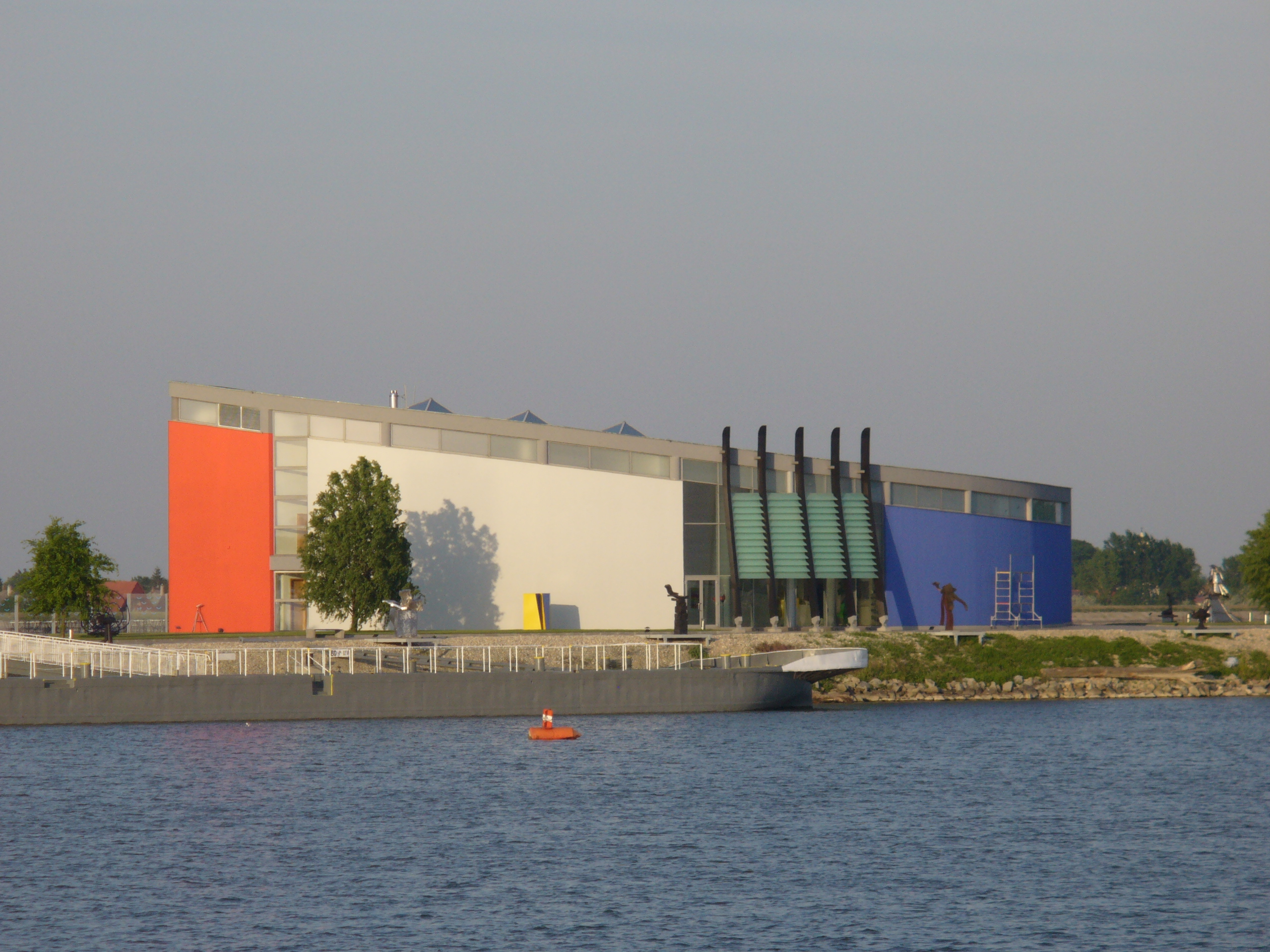
Modern Művészeti Múzeum

- Mihály arkangyal tiszteletére szentelt, római katolikus temploma a 18. század második felében épült barokk stílusban.

## Kultúra
A szlovákiai horvát települések egyike. 2001-ben 148 horvát lakója volt, 2011-ben már csak 124 fő.
Horvát kulturális egyesületük neve: HKD Čunovo.

## Lásd még
- Pozsonyi V. járás